# Feriado

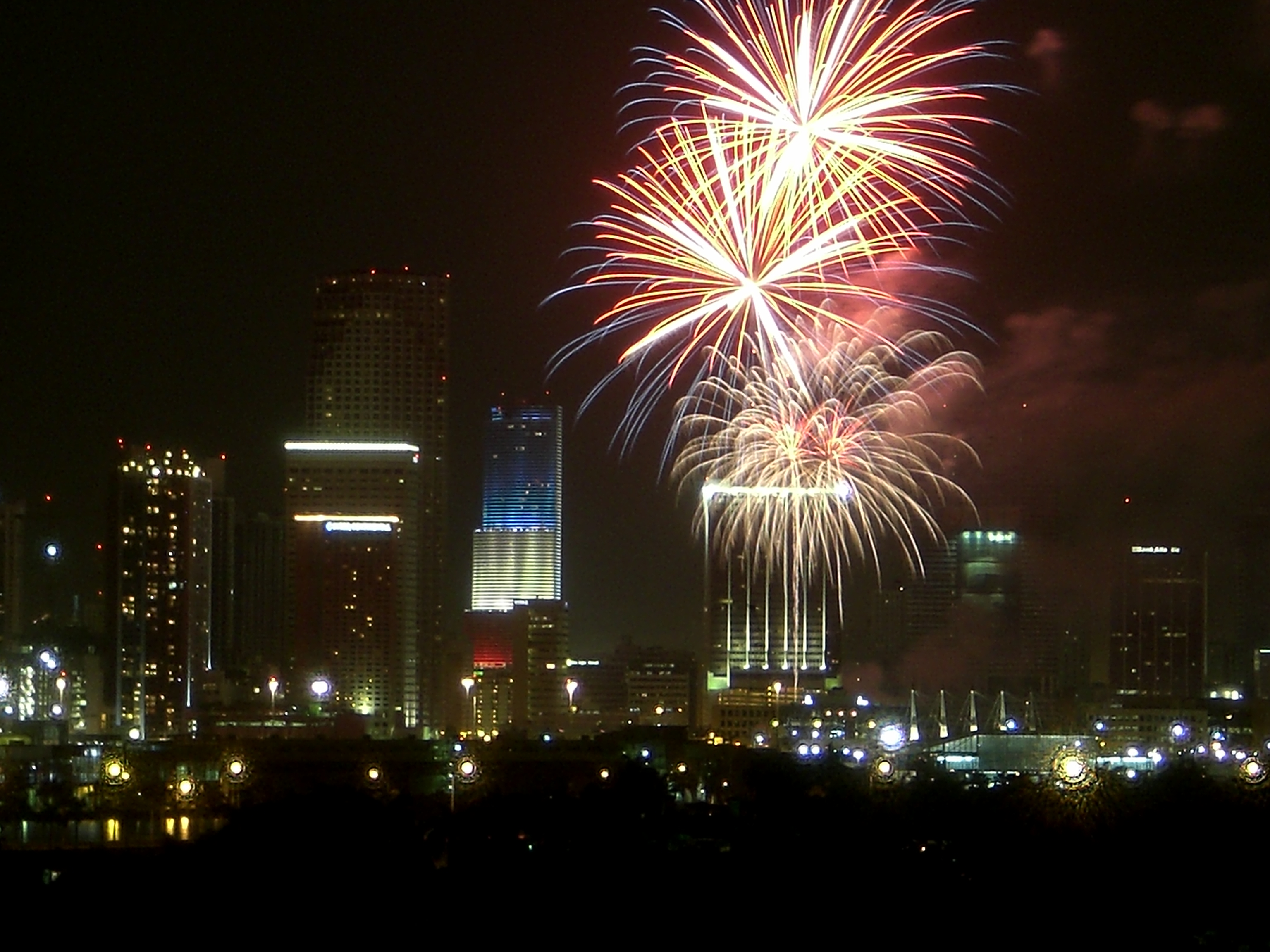
Feriado do Dia da Independência dos Estados Unidos em 4 de julho.

Feriado é o dia de descanso, instituído pelo poder civil ou religioso, em que são suspensas as atividades públicas e particulares, é uma data em que determinada ocasião é comemorada por uma nação, comunidade, religião, grupo étnico ou classe trabalhista. Os governos podem instituir feriados em nível federal/nacional, estadual, distrital (ou regional) ou ainda municipal, dependendo da extensão da importância comemorada. Esses feriados podem ser determinados obrigatórios, ou seja, as pessoas são dispensadas do trabalho; ou facultativos ("ponto facultativo"), caso em que as organizações tem liberdade para acatar ou não a dispensa do trabalho.
Cada feriado possui sua razão de acontecer em determinada data, e estas podem ser fixas, isto é, acontecer todos os anos no mesmo dia e mês, como o Natal, que sempre ocorre no dia 25 de Dezembro, ou móveis, relativos a alguma outra data ou período do mês, como por exemplo o Dia dos pais, que no Brasil ocorre no segundo domingo de agosto.
No Brasil, a lei processual civil conceitua feriado, para fins legais processuais, como sendo todos os dias determinados em lei e também os domingos (Artigo 175 CPC).